# Wissenschaftsrecht
Wissenschaftsrecht (abgekürzt: WissR) ist eine deutschsprachige, vierteljährlich erscheinende juristische Fachzeitschrift für Recht und Verwaltung der wissenschaftlichen Hochschulen und der wissenschaftspflegenden und -fördernden Organisationen und Stiftungen. Die erste Ausgabe erschien 1968. Verlegt wird sie im Mohr Siebeck Verlag in Tübingen. 
Herausgeber waren unter anderem bereits Christian Flämig, Reinhard Grunwald, Jürgen Heß, Dieter Leuze, Wolfgang Löwer (Geschäftsführender Herausgeber), Hans Heinrich Rupp, und Hermann Josef Schuster.